# Okręg Suhl
Okręg Suhl (niem. Bezirk Suhl) – okręg administracyjny w dawnej Niemieckiej Republice Demokratycznej.

## Geografia
Okręg położony w południowo-zachodniej części NRD. Od południa i zachodu graniczył z RFN.

### Podział
- Suhl
- Powiat Bad Salzungen
- Powiat Hildburghausen
- Powiat Ilmenau
- Powiat Meiningen
- Powiat Neuhaus
- Powiat Schmalkalden
- Powiat Sonneberg
- Powiat Suhl

## Polityka

### Przewodniczący rady okręgu
- 1952–1958 Fritz Sattler (1896–1964)
- 1958–1967 Wilhelm Behnke (1914–1975)
- 1967–1990 Arnold Zimmermann (1922–2015)
- 1990 Helmuth Vierling (komisarz) (1945-)
- 1990 Werner Ulbrich (Regierungsbevollmächtigter) (1939–)

### I sekretarzSEDokręgu
- 1952–1954 Adolf Färber (1912–1987)
- 1954–1956 Kurt Schneidewind (1912–1983)
- 1956–1968 Otto Funke (1915–1997)
- 1968–1989 Hans Albrecht (1919–2008)
- 1989–1990 Peter Pechauf (1941-)